# Miłość/Nienawiść
Miłość/Nienawiść (ang. Men Who Hate Women & the Women Who Love Them) – telewizyjny dramat obyczajowy zrealizowany w 1994 roku. 

## Fabuła
Doktor Susan Forward i Joan Torres, autorki bestselleru Mężczyźni, którzy nienawidzą kobiet i kobiety, które ich kochają, prowadzą grupy terapeutyczne dla ofiar przemocy (narratorką jest Lindsay Wagner). Poznajemy historię Jennifer (Mary Crosby), której problemy zaczynają się, gdy ona zakochuje się w swoim szefie i wychodzi za niego za mąż. Po ślubie jej ukochany okazuje się brutalem. Mimo koszmarnego traktowania, Jennifer wciąż pamięta romantyczne chwile sprzed ślubu i nie przestaje kochać męża.